# Simon Kowalewski

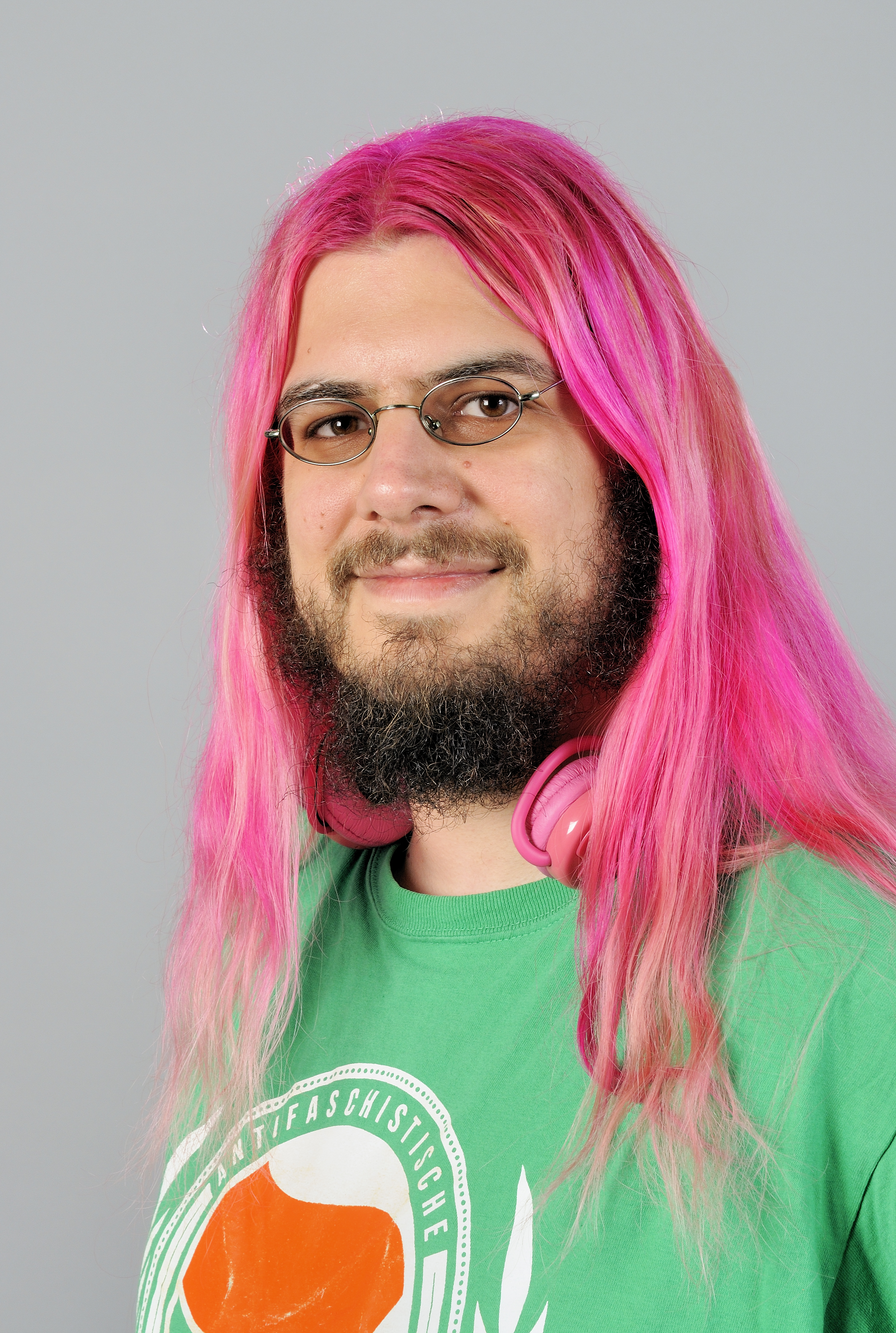
Simon Kowalewski (2013).

Simon Kowalewski (* 12. April 1981 in Schwerte) ist ein deutscher Politiker der Piratenpartei in Berlin.

## Ausbildung und Beruf
Kowalewski machte 2000 sein Abitur am Gymnasium Oedeme in Lüneburg und begann im selben Jahr mit einem Ausbildungsvertrag beim Unternehmen IBM und parallel ein Studium der Informationstechnik an der Dualen Hochschule Baden-Württemberg Stuttgart. Er schloss das Studium 2003 als Diplom-Ingenieur (BA) ab und arbeitet als freiberuflicher Elektronikentwickler und Informationstechnik-Administrator. Von 2003 bis 2005 war er für die iVeins GmbH in Böblingen tätig. Von 2005 bis 2007 studierte Kowalewski Informationswirtschaft an der Hochschule der Medien in Stuttgart. Von 2009 bis 2010 studierte er Rechtswissenschaften an der Europa-Universität Viadrina in Frankfurt (Oder).
Von 2010 bis zur Schließung im September 2011 war er einer von zwei Betreibern eines veganen Bio-Cafés mit Coworking Space.

## Politische Karriere
Politisch aktiv war Kowalewski bereits in der PDS, bei der Esoterikpartei Die Violetten und in der Antifa-Bewegung. Ferner engagierte er sich im DRK und im Chaos Computer Club.
Als Angehöriger der Piratenpartei wurde er bei der Wahl zum Abgeordnetenhaus von Berlin 2011 auf Platz 14 der Landesliste der Piratenpartei in das Abgeordnetenhaus von Berlin und am 27. Oktober 2011 als Beisitzer in dessen Präsidium gewählt. Von diesem Amt trat er am 30. August 2012 zurück. In der Piratenfraktion war er Sprecher für Gesundheit, Frauen, Verbraucherschutz, Tierschutz sowie Sucht- und Drogenpolitik. 2016 schied er aus dem Abgeordnetenhaus aus.
Im September 2016 übernahm er nach dem Rücktritt von Bruno Kramm kommissarisch den Vorsitz des Landesverbandes der Piratenpartei Berlin. Im Dezember 2018 wurde er im Amt bestätigt.